# 美元流動資金安排
美元流動資金安排是香港金融管理局於2020年4月推出的一項臨時性措施。此項措施旨在以回購交易形式向持牌銀行提供美元流動性，上限為100億美元。

## 詳情
此項措施的資金來自美國聯邦儲備局的「海外及國際貨幣管理當局回購交易安排（英語：FIMA Repo Facility）」。從5月6日起，香港金融管理局每周會舉行一次投標，中標銀行向合資格資產轉移至金管局作為抵押品後，投標翌日結算時可獲配發美元資金，銀行需於結算7天後還款。

## 實施
2020年5月7日，金管局宣佈首次投標結果，金管局向銀行提供14億美元的流動性，最低及最高接納息率分別為0.35%及0.37%，還款日期為5月14日。2020年5月13日，第二輪的投標僅錄得1億美元，為申請額的下限，接納息率為0.35%。2020年5月20日，香港金融管理局在第三輪的投標提供了2億美元的流動性，而2020年5月27日的第四輪投標則沒有批出任何的流動性。